# Stark Group
 Der er for få eller ingen kildehenvisninger i denne artikel, hvilket er et problem. Du kan hjælpe ved at angive troværdige kilder til de påstande, som fremføres i artiklen.

STARK Group A/S er en forhandler og distributør af byggematerialer til det professionelle segment i Europa med 19.000 ansatte fordelt på 1.110 byggevarehuse og distributionscentre. Med hovedsæde på Frederiksberg, Danmark, ejer og driver STARK Group byggemarkedskæderne STARK Deutschland i Tyskland, STARK Building Materials UK i Storbritannien, STARK i Danmark og Grønland, Beijer Byggmaterial i Sverige, STARK i Finland, STARK Österreich i Østrig og Neumann Bygg i Norge.

## Historie
STARK Group blev grundlagt i 1896 under navnet Århus Trælasthandel A/S. Efter en udvidelse af virksomheden, organisatorisk såvel som geografisk, blev koncernen i 1918 børsnoteret og skiftede navn til Det Danske Trælastkompagni. Koncernen etablerede i 1968 det første Silvan-byggemarked til gør-det-selv-folket i Slagelse, som senere blev det første datterselskab, nemlig Silvan-Kæden
I 1989 ekspanderede koncernen geografisk ind på det det svenske marked. Dette skete ved opkøbet af byggemarkedskæden Beijer Byggemateriel AB, som blev koncernens andet datterselskab. I forbindelse med selskabets 100-årsfødselsdag ændrede Det Danske Trælastkompagni navn til Dansk Trælast og et år senere opkøbte koncernen den norske byggemarkedskæde Neumann Bygg, som blev det tredje datterselskab. I 2000 opkøbte koncernen den finske byggemarkedskæde Starki. Dette blev det fjerde datterselskab, og det viste sig at være det første spadestik til, hvad der senere skulle blive STARK-kæden. Ud over de tidligere nævnte datterselskaber, havde koncernen også ansvaret for 75 danske trælaster, disse blev i 2004 samlet under navnet STARK, som blev koncernens femte datterselskab.
I 2006 skiftede koncernen navn til DT Group A/S og blev solgt til den engelske børsnoterede koncern Ferguson. Silvan blev i 2017 solgt til en tysk kapitalfond. Året efter – i 2018 – skiftede koncernen navn til STARK Group og blev solgt til den amerikanske kapitalfond Lone Star. I 2019 udvidede koncernen fra at være førende på det nordiske marked til at være en af de største og distributør af byggematerialer i Nordeuropa ved opkøbet af den tyske byggemarkedskæde Saint Gobain Building Distribution Deutschland GmbH. I foråret 2023 afsluttede STARK Group købet af Saint Gobain Building Distribution UK Ltd. bestående af 14 mærker, +600 filialer og distributionscentre med i alt næsten 9.000 ansatte.

## Ansatte
I marts 2023 havde STARK Group flere end 19.000 ansatte fordelt på 6 datterselskaber og hovedkvarteret. Koncernen beskæftiger omkring 9000 i STARK Building Materials UK, 6500 i STARK Deutschland, 2500 ansatte i STARK Danmark, 2500 i Beijer Byggmaterial,1100 i STARK Suomi, og 350 i Neumann Bygg.

## Strategi
Som et led i STARK Groups strategi blev organisationsstrukturen i 2017 simplificeret. En del af STARK Groups nye strategi bestod af et fokus på en kernekundegruppe bestående af små og mellemstore virksomheder (SMV). Yderligere betjener STARK Group store byggefirmaer og andre typer professionelle kunder, såsom offentlige myndigheder samt en lille andel gør-det-selv kunder.

## Ejerskab
STARK Group er ejet af den britiske kapitalfond CVC Capital Partners. Tidligere var STARK Group ejet af den amerikanske kapitalfond, Lone Star.
Den 8. januar 2021 annoncerede CVC Capital Partners deres overtagelse af STARK Group.